# Tyrrhenolutra
Tyrrhenolutra — вимерлий рід хижих, що знайдений у таких країнах: Італія (1 колекція). Рід містить такі види: Tyrrhenolutra helbingi.